# Charltona cramboides
Charltona cramboides là một loài bướm đêm trong họ Crambidae.